# NGC 5027
NGC 5027 ist eine 13,7 mag helle Balkenspiralgalaxie vom Hubble-Typ SBb im Sternbild der Jungfrau, welche etwa 314 Millionen Lichtjahre von der Milchstraße entfernt ist.
Das Objekt wurde am 17. April 1830 von John Herschel entdeckt.